# Міденевицька сільська рада
Міденевицька сільська́ ра́да (біл. Мядзеневіцкі сельсавет) — колишня адміністративно-територіальна одиниця у складі Барановицького району Берестейської області Білорусі. Адміністративним центром сільської ради було село Стайки.

## Історія
Сільська рада ліквідована рішенням Берестейської обласної ради від 26 червня 2013 року шляхом включення її населених пунктів та земель до складу Столовицької сільської ради.

## Склад ради
Населені пункти, що підпорядковувалися сільській раді станом на 2009 рік:
| Населений пункт | Тип  | Населення, осіб (2009) |
| --------------- | ---- | ---------------------- |
| Заосся          | село | 18                     |
| Круглики        | село | 1                      |
| Міденевичі      | село | 117                    |
| Мелеховичі      | село | 30                     |
| Михновщина      | село | 6                      |
| Нові Войковичі  | село | 33                     |
| Стайки          | село | 458                    |
| Старі Войковичі | село | 8                      |

## Населення
За переписом населення Білорусі 2009 року чисельність населення сільської ради становило 671 особа.

### Національність
Розподіл населення за рідною національністю за даними перепису 2009 року:
| Національність            | Осіб | Відсоток |
| ------------------------- | ---- | -------- |
| білоруси                  | 618  | 92,10 %  |
| росіяни                   | 35   | 5,22 %   |
| поляки                    | 9    | 1,34 %   |
| українці                  | 7    | 1,04 %   |
| грузини                   | 1    | 0,15 %   |
| національність не вказана | 1    | 0,15 %   |
| Разом                     | 671  | 100 %    |